# Bihari Napló
Bihari Napló este un cotidian local din Oradea, destinat minorității maghiare din județul Bihor.